# Silja Kosonen
Silja Kosonen (* 16. Dezember 2002 in Raisio) ist eine finnische Leichtathletin, die sich auf den Hammerwurf spezialisiert hat.

## Sportliche Laufbahn
Erste Erfahrungen auf Wettkämpfen internationaler Ebene sammelte Silja Kosonen beim Europäischen Olympischen Jugendfestival (EYOF) 2019 in Baku, bei dem sie mit dem 3-kg-Hammer mit einer Weite von 72,35 m einen neuen Meisterschaftsrekord aufstellte und damit die Goldmedaille gewann. 2020 verbesserte sie in Somero den U20-Weltrekord im Hammerwurf auf 71,34 m und im Jahr darauf steigerte sie den U20-Weltrekord sowie den finnischen Landesrekord, der bis dahin von Krista Tervo gehalten wurde, auf 73,43 m. Kurz darauf wurde sie bei den U20-Europameisterschaften in Tallinn ihrer Favoritenrolle gerecht und siegte dort mit neuem Meisterschaftsrekord von 71,09 m. Im August startete sie bei den Olympischen Sommerspielen in Tokio und verpasste dort mit 70,49 m den Finaleinzug. Kurz darauf siegte sie mit 71,64 m bei den U20-Weltmeisterschaften in Nairobi und stellte auch damit einen neuen Meisterschaftsrekord auf.
2022 belegte sie bei den Weltmeisterschaften in Eugene mit 70,81 m im Finale den siebten Platz und gelangte anschließend bei den Europameisterschaften in München mit 69,45 m auf Rang fünf. Im Jahr darauf wurde sie bei der 1. Liga der Team-Europameisterschaft im Zuge der Europaspiele in Chorzów mit 72,34 m Zweite und sicherte sich damit ligenübergreifend die Bronzemedaille hinter der Italienerin Sara Fantini und Bianca Ghelber aus Rumänien. Anschließend siegte sie mit 73,71 m bei den U23-Europameisterschaften in Espoo und belegte dann bei den Weltmeisterschaften in Budapest mit einer Weite von 73,89 m den fünften Platz. 2024 gelangte sie bei den Europameisterschaften in Rom mit 72,06 m auf Rang vier, ehe sie bei den Olympischen Sommerspielen in Paris mit 74,04 m im Finale den fünften Platz belegte. 
In den Jahren 2020 und 2021 sowie 2023 und 2024 wurde Kosonen finnische Meisterin im Hammerwurf.